# Mendig
Mendig è una città del land della Renania-Palatinato, nella Germania sudoccidentale.
Appartiene al circondario (Landkreis) di Mayen-Coblenza (targa MYK) ed è parte della comunità amministrativa (Verbandsgemeinde) di Mendig.